# Alder Point
Alder Point är en udde i Kanada.   Den ligger i provinsen Nova Scotia, i den östra delen av landet, 1 200 km öster om huvudstaden Ottawa.
Terrängen inåt land är platt. Havet är nära Alder Point åt nordost. Runt Alder Point är det ganska glesbefolkat, med 34 invånare per kvadratkilometer.. Närmaste större samhälle är Sydney Mines, 9,6 km söder om Alder Point.
I omgivningarna runt Alder Point växer i huvudsak blandskog.